# Борок (Переслегинская волость)
Борок — деревня в Великолукском районе Псковской области России. Входит в состав сельского поселения «Переслегинская волость».
Расположена в центре района, в 16 км к северо-западу от райцентра Великие Луки и в 7 км к северу от волостного центра Переслегино.
Численность населения по оценке на 2000 год составляла 27 человек, на 2010 год — 20 человек.